# 25 декабря
25 декабря — 359-й день года (360-й в високосные годы) по григорианскому календарю.
До конца года остаётся 6 дней.
До 15 октября 1582 года — 25 декабря по юлианскому календарю, с 15 октября 1582 года — 25 декабря по григорианскому календарю.
В XX и XXI веках соответствует 12 декабря по юлианскому календарю.

## Праздники и памятные дни

### Национальные
- Китайская Республика (Тайвань) — День конституции.
- Мозамбик — день семьи.
- Пакистан — день Куайд-и-Азам.
- Турция — День освобождения г. Газиантеп (1921).

### Религиозные
Рождество Христово в церквях, пользующихся григорианским и новоюлианским календарями, а также в Японской православной церкви и Архиепископии западноевропейских приходов русской традиции.
 Католицизм
- Адальсинда (715), наместница аббатства Маршиен, дочь святых Риктруд и Адальбода.
  - Святая Албурга из Уилтона (810), англосаксонская принцесса, жена Вульфстана, основавшего в 773 году аббатства Уилтон в Солсбери.
- Александр Иерусалимский (конец II века — 251) священномученик, епископ и соправитель патриарха города Иерусалима (в то время город Элия Капитолина).
- Анастасия (303), дева, мученица из г. Сирмий (ныне Сремска-Митровица).
- Евгения (257), римская дева, дочь Святого Филиппа, мученица во времена императора Валерьяна.
- Фольке (1231), блаженный, известный как Фольке тулузский и Фольке марсельский, менестрель из г. Джэн, монах и позднее глава цистерианского аббатства Торонет в департаменте Вар в современной Франции, в 1206 году становится епископом тулузским.
- Блаженный Нера Толомеи (1287)
- Жакопоне из Тоди, Италия (1306), францисканец, автор Стабат Матэр.
- Ангелина (1435), известная как Ангелина из Корбара, Ангелина из Монтежове, Ангелина из Марчиано и Ангелина из Фолиньо, блаженная, в 1397 году организует в Фолиньо монастырь святой Анны.
- Мария Тереза Вулленвебер (1907), создатель и первый руководитель Конгрегации сестёр Божественного Спасителя, причислена к лику святых Папой Павлом VI в 1968 году. Происходит из дворянской семьи из г. Гладбах в Германии.
- Святой Альберт Чмиеловский, (1916), от рождения Адам, монах францисканского ордена, создатель мужского и женского орденов помощи бедным в г.Краков, Польша.

 Православие
- память святителя Спиридона, епископа Тримифунтского, чудотворца (ок. 348);
- память преподобного Ферапонта Монзенского (1597);
- память священномученика Александра, епископа Иерусалимского (251);
- память мученика Разумника (Синезия) (270—275).

### Именины
- Ноэль и производные: Маноэль, Мануэль, Мануэлле, Нэделек, Нэделег, Нэлли, Ноэлия, Ноэлла, Ноэлле, Ноэллие, Ноэллина, Ноэллине, Новела, Новэленн, и т. д.
- Эммануэль и производные: Эммануэлле, Иманоль

также:
- Адам
- Александр
- Альберт и производные: Альберта, Альберте, Альбертине, Альберто, Альбрехт, Альдеберт, и т. д.
- Адальсинда и производные: Синдэл, Синди
- Ангелина
- Евгения
- Якопоне
- Наталья
- Мария, Матэуш, Пётр и Сиемяслав.

## События
См. также Категория:События 25 декабря

### До XX века
- 800 — коронация Карла Великого титулом «император Запада» в Риме.
- 1000 — Иштван I Святой коронован королём Венгрии.
- 1046 — Генрих III коронован в Риме как император Священной Римской империи.
- 1066 — коронация Вильгельма I Завоевателя короной Англии.
- 1130 — Рожер II коронован королём Сицилии.
- 1492 — на острове Эспаньола Колумбом основано первое поселение испанцев в Новом Свете — Ла-Навидад.
- 1559 — кардинал Джованни Анджело Медичи избран папой римским Пием IV.
- 1745 — подписан сепаратный мирный договор в Дрездене.
- 1759 — в Санкт-Петербурге академик Йозеф Браун впервые получил твёрдую ртуть.
- 1809 — американский врач Эфраим Макдауэлл провёл первую в истории оофорэктомию.
- 1815 — первое выступление Общества Генделя и Гайдна.
- 1831 — началась Баптистская война.

### XX век
- 1905 — подавлена Новороссийская республика.
- 1914 — Рождественское перемирие.
- 1917 — провозглашена Советская власть на Украине.
- 1941 — Вторая мировая война: завершилась Гонконгская оборона, началась японская оккупация Гонконга.
- 1942 — Вторая мировая война: нацистами уничтожено гетто в Бытене.
- 1946 — в СССР под руководством Игоря Курчатова запущен первый в Европе ядерный реактор.
- 1949 — начало Хабаровского процесса над японскими военными преступниками (длился по 30 декабря).
- 1950 — Скунский камень весом 152 кг похищен из Вестминстерского аббатства.
- 1958 — приняты «Основы уголовного права СССР», из Уголовного Кодекса РСФСР и союзных республик изъята «террористическая» 58-я статья, максимальный срок заключения снижен с 25 до 15 лет.
- 1977 — встреча премьер-министра Израиля Менахема Бегина с президентом Египта Мохаммедом Анваром ас-Садатом в Египте.
- 1979
  - Начало ввода советских войск в Афганистан.
  - При переброске войск близ Кабула разбился военный Ил-76. Погибли 47 человек — первые жертвы Афганской войны.
- 1989 — Румынская революция: расстрел Николае Чаушеску и его супруги Елены в Тырговиште.
- 1990 — «день рождения» первого в мире веб-сайта (info.cern.ch), первая коммуникация компьютеров через веб-сервер (Бернерс-Ли, NeXT)[5].
- 1991 — отставка Михаила Горбачёва с поста президента СССР. Официально наименование РСФСР изменено на Российская Федерация (Россия). В 19 часов 35 минут над Кремлём флаг СССР сменяется флагом России. Советский Союз прекращает своё существование.
- 1993 — вступила в силу Конституция Российской Федерации, принятая на всенародном голосовании 12 декабря 1993 года.
- 1999 — катастрофа Як-42 под Валенсией (Венесуэла). Погибли 22 человека.

### XXI век
- 2003
  - Катастрофа Boeing 727 в Котону (Бенин). Погибли более 140 человек.
  - Аппарат «Бигль-2» сел на Марс, но не вышел на связь.
- 2010 — начался аномальный ледяной дождь, прошедший за две недели по средним широтам Северного полушария от Европы до США.
- 2012 — катастрофа Ан-72 под Шымкентом
- 2016 — катастрофа Ту-154 под Сочи. Погибли 92 человека, включая участников ансамбля Александрова.
- 2020 — террористический акт в Нэшвилле.
- 2021 — запущен телескоп «Джеймс Уэбб».
- 2024 — катастрофа Embraer E190 около аэропорта Актау, в Азербайджане объявлен недельный траур.

## Родились
См. также: Категория:Родившиеся 25 декабря

### До XIX века
- 1 до н. э. (в христианской традиции по датировке григорианского календаря) — Иисус Христос, центральная личность в христианской религии.
- 1250 — Иоанн IV Ласкарис (ум. ок. 1305), никейский император (1259—1261).
- 1564 — Абрахам Блумарт (ум. 1651), нидерландский художник.
- 1584 — Маргарита Австрийская (ум. 1611), дочь эрцгерцога Австрии Карла II, супруга короля Испании и Португалии Филиппа III.
- 1624 — Ангелус Силезиус (ум. 1677), немецкий теолог, христианский мистик, поэт.
- 1709 — Жюльен Офре де Ламетри (ум. 1751), французский врач и философ-материалист.
- 1769 — Карл-Людвиг Костенобль (ум. 1837), немецкий актёр, драматург, мемуарист.

### XIX век
- 1813 — Фридрих Вебер (ум. 1894), немецкий поэт.
- 1859 — Николай Касаткин (ум. 1930), русский советский живописец, участник Товарищества передвижников.
- 1872 — Элена Рубинштейн (ум. 1965), основательница косметической линии и сети магазинов в США, Франции и Великобритании.
- 1876 — Мухаммад Али Джинна (ум. 1948), генерал-губернатор Пакистана (1947—1948), отец пакистанской государственности.
- 1878 — Луи Шевроле (ум. 1941), американский автогонщик и автомобилестроитель швейцарского происхождения.
- 1883 — Морис Утрилло (ум. 1955), французский живописец-пейзажист.
- 1886 — Павел Бляхин (ум. 1961), русский советский писатель, сценарист, журналист, государственный деятель, участник Гражданской войны.
- 1887 — Конрад Хилтон (ум. 1979), американский предприниматель, основатель сети отелей Hilton.
- 1893 — Лоуренс Деннис[англ.] (ум. 1977), американский дипломат и публицист.
- 1895 — Григорий Верёвка (ум. 1964), украинский советский композитор, хоровой дирижёр.
- 1898 — Владимир Лепко (ум. 1963), актёр театра и кино, комик, премьер Московского театра сатиры, народный артист РСФСР.
- 1899 — Хамфри Богарт (ум. 1957), американский киноактёр, лауреат премии «Оскар».

### XX век
- 1901 — Алиса, герцогиня Глостерская (урожд. Монтегю-Дуглас-Скотт; ум. 2004), член британской королевской семьи.
- 1904 — Иосиф Гусаковский (ум.1995), советский военачальник, генерал армии (1968), дважды Герой Советского Союза (1944, 1945).
- 1909 — Сергей Денисов (ум. 1971), советский лётчик-истребитель, генерал-лейтенант авиации (1940), Дважды Герой Советского Союза (1937, 1940).
- 1916 — Наталия Шведова (ум. 2009), советский и российский лингвист, академик РАН.
- 1918 — Анвар Садат (убит в 1981), египетский государственный и военный деятель, маршал, президент Египта (1970—1981).
- 1923
  - Рене Жирар (ум. 2015), французский философ, культуролог.
  - Луис Лейн (ум. 2016), американский дирижёр.
- 1925 — Карлос Кастанеда (ум. 1998), американский писатель, мыслитель, мистик.
- 1927 — Рейно Арен (ум. 1990), эстонский советский актёр.
- 1930
  - Майк Агасси (ум. 2021), иранский и американский боксёр армянского происхождения.
  - Арменак Алачачян (ум. 2017), армянский советский баскетболист, олимпийский призёр, 4-кратный чемпион Европы.
- 1931 — Василий Стародубцев (ум. 2011), российский государственный деятель, советский партийный и политический деятель. Народный депутат СССР (1989—1992), губернатор Тульской области (1997—2005).
- 1936 — принцесса Александра Кентская, член британской королевской семьи.
- 1938 — Аркадий Хайт (ум. 2000), советский и российский писатель-сатирик, драматург, сценарист.
- 1940 — Левон Оганезов, советский и российский пианист, композитор, актёр, телеведущий, народный артист РФ.
- 1942 — Франсуаза Дюрр, французская теннисистка.
- 1943
  - Вилсон Фиттипальди, бразильский автогонщик и бизнесмен.
  - Ханна Шигулла, немецкая актриса театра и кино, певица.
- 1944 — Жаирзиньо, бразильский футболист, чемпион мира (1970).
- 1946
  - Дитер Гайке, немецкий композитор и гитарист, известный под псевдонимом Blonker.
  - Раиса Мухаметшина, советская и российская артистка эстрады, пародистка, певица и актриса, заслуженная артистка РФ.
- 1947 — Владимир Кондратьев, советский и российский тележурналист, политический обозреватель.
- 1952 — Desireless (наст. имя Клоди Фритш-Мантро), французская певица.
- 1954 — Энни Леннокс, шотландская певица, участница дуэта «Eurythmics», обладательница «Оскара», «Золотого глобуса», четырёх «Грэмми».
- 1955 — Евгений Маргулис, советский и российский рок-певец, гитарист, автор песен, телеведущий.
- 1958 — Константин Кинчев (при рожд. Панфилов) советский и российский певец, музыкант, автор песен, лидер рок-группы «Алиса».
- 1960 — Андрей Козлов, российский телеведущий, режиссёр и продюсер.
- 1962 — Марина Базанова (ум. 2020), советская и украинская гандболистка, трёхкратная чемпионка мира.
- 1964 — Гари Макаллистер, шотландский футболист и тренер.
- 1965
  - Игорь Лифанов, российский актёр театра и кино.
  - Дмитрий Миронов, советский и российский хоккеист, олимпийский чемпион (1992), обладатель Кубка Стэнли.
- 1966 — Виталий Прохоров, советский и российский хоккеист, олимпийский чемпион (1992).
- 1968 — Хелена Кристенсен, датская супермодель и фотограф.
- 1969 — Фред Бёрре Лундберг, норвежский двоеборец, двукратный олимпийский чемпион.
- 1970 — Эммануэль Амунеке, нигерийский футболист и тренер, олимпийский чемпион (1996).
- 1971
  - Владислав Галкин (при рожд. Сухачёв; ум. 2010), советский и российский актёр, заслуженный артист РФ.
  - Дайдо (Дайдо Флориан Клу де Буневиаль Армстронг), британская поп-певица.
  - Джастин Трюдо, премьер-министр Канады с 2015 г.
- 1972 — Цюй Юнься, китайская бегунья, чемпионка мира.
- 1976
  - Армин ван Бюрен, нидерландский музыкальный продюсер и диджей в стиле транс и прогрессив-транс.
  - Туомас Холопайнен, финский музыкант, клавишник, лидер и основатель симфоник-метал-группы «Nightwish».
- 1980 — Лора Сэдлер (погибла в 2003), английская актриса.
- 1983
  - Ян Вэньцзюнь, китайский гребец на каноэ, двукратный олимпийский чемпион (2004, 2008).
  - Александра Савельева, российская певица, солистка поп-группы «Фабрика».
- 1988 — Эрик Гордон, американский баскетболист, чемпион мира (2010).

## Скончались
См. также: Категория:Умершие 25 декабря

### До XX века
- 1583 — Трифон Печенгский (р. 1495), основатель Печенгского монастыря, преподобный Русской церкви.
- 1868 — Линус Йель[англ.] (р. 1821), американский изобретатель цилиндрического дверного замка.
- 1885 — Павел Фомин (р. 1818), русский генерал, участник покорения Кавказа и Крымской войны.
- 1888 — Александр Герд (р. 1841), российский педагог, основоположник методики преподавания естествознания.

### XX век
- 1903 — Альберт Шеффле (р. 1831), немецкий и австрийский экономист и социолог.
- 1921 — Владимир Короленко (р. 1853), русский писатель.
- 1925
  - Георгий Вульф (р. 1863), русский физик, создатель рентгеновской спектроскопии.
  - Карл Абрахам (р. 1877), немецкий психоаналитик, сотрудник Зигмунда Фрейда.
- 1926 — император Тайсё (р. 1879), 123-й император Японии (1912—1926).
- 1935 — Поль Бурже (р. 1852), французский писатель.
- 1936 — Карл Штумпф (р. 1848), немецкий философ и психолог.
- 1938 — Карел Чапек (р. 1890), чешский писатель.
- 1943 — Илона Дуриго (р. 1881), венгерская певица (меццо-сопрано) и педагог.
- 1951 — Иван Берсенев (р. 1889), актёр театра и кино, театральный режиссёр, народный артист СССР.
- 1952 — Иван Кочерга (р. 1881), украинский драматург.
- 1973 — Габриель Вуазен (р. 1880), французский пионер авиации, конструктор аэропланов и автомобилей, предприниматель.
- 1977 — Чарли Чаплин (р. 1889), актёр, режиссёр, сценарист.
- 1983 — Хуан Миро (р. 1893), испанский художник-сюрреалист.
- 1984 — Джек Балмер (р. 1916), английский футболист, легенда «Ливерпуля».
- 1989 — расстреляны Николае Чаушеску (р. 1918), правитель Румынии с 1965 по 1989, и его супруга Елена (р. 1919).
- 1991 — Готлиб Ронинсон (р. 1916), советский актёр театра и кино, народный артист РСФСР.
- 1995
  - Джеймс Мид (р. 1907), британский экономист.
  - Дин Мартин (р. 1917), американский актёр и певец итальянского происхождения.
- 1996 — Суламифь Цыбульник (р. 1913), советский кинорежиссёр.
- 1997
  - Джорджо Стрелер (р. 1921), итальянский театральный режиссёр.
  - погиб Анатолий Букреев (р. 1958), советский и казахстанский альпинист.

### XXI век
- 2005 — Биргит Нильссон (р. 1918), шведская оперная певица.
- 2006 — Джеймс Браун (р. 1933), американский певец, автор песен.
- 2014 — Глеб Якунин (р. 1934), советский и российский религиозный и общественный деятель, политик, диссидент.
- 2016
  - Джордж Майкл (р. 1963), британский певец.
  - Елизавета Глинка (р. 1962), российский общественный деятель и правозащитник.
  - Валерий Халилов (р. 1952), дирижёр и композитор, народный артист Российской Федерации.
  - Ильяс Тапдыг (р. 1934), народный поэт Азербайджана.
- 2017 — Владимир Шаинский (р. 1925), советский и российский композитор.
- 2020
  - Иван Богдан (р. 1928), советский борец классического стиля, чемпион и призёр чемпионатов СССР, двукратный чемпион мира, олимпийский чемпион (1960), Заслуженный мастер спорта СССР (1960).
  - Кей Си Джонс (р. 1932), американский профессиональный баскетболист и тренер, олимпийский чемпион (1956).
- 2021 — Альберт Лиханов (р. 1935), советский и российский писатель.

## Народный календарь, приметы и фольклор Руси
Спиридон Солнцеворот.
- После Спиридона день хоть на воробьиный носок, но прибавится.
- Как день прибавляется, на земле воздух холодеет.
- Коли воробьи вдруг начинают собирать пух и перья и тащат их в свои гнёзда — к сильным морозам.
- Откуда ветер на Спиридона, оттуда же будет дуть до Сороков (22 марта).
- Если на Спиридона светит солнце, то дни на Святках (с 7 января по 19 января) будут ясными.
- Коли солнце начинает светить с самого утра — к ясному Новому году.
- На Спиридона-солнцеворота медведь в берлоге поворачивается на другой бок, а корова на солнышке бок погреет.
- Закармливают кур гречихой из правого рукава, чтобы раньше неслись.
- Садовники встряхивают яблони, приговаривая: «Спиридоньев день, подымайся вверх!».
- Взрослым запрещалось на Спиридона работать.
- Нарезали вишнёвых веточек и ставили их в горшок на покуцти (в переднем углу) и каждый день поливали: коли они зацветали на Рождество (православное), то в следующем году ожидали добрый урожай на садовые плоды[6].